# Соколов, Николай Васильевич (генерал-майор)
Никола́й Васи́льевич Соколо́в (23 апреля 1899 или 24 апреля [6 мая] 1899, Акшуат, Симбирская губерния — 20 декабря 1980, Киев) — генерал-майор Советской Армии, участник Великой Отечественной войны, Герой Советского Союза (1944).

## Биография
Николай Соколов родился 23 апреля 1899 года в селе Акшуат (ныне — Барышский район Ульяновской области). Получил среднее образование. Окончил Симбирскую чувашскую учительскую семинарию (1919). В 1919 году Соколов был призван на службу в Рабоче-крестьянскую Красную Армию. Участвовал в боях Гражданской войны. В 1922 году Соколов окончил военно-инженерные курсы в Самаре, в 1932 году — курсы усовершенствования командного состава. С января 1943 года — на фронтах Великой Отечественной войны, командовал 3-й понтонно-мостовой бригадой. Под его руководством она переправляла советские войска через Неву, Днепр, Случь, Горынь и Днестр, строила «дорогу жизни» под Ленинградом.
Бригада Соколова особо отличилась во время форсирования Вислы. В период с 3 по 5 августа 1944 года части бригады построили наплавной мост, переправив танки, топливо и боеприпасы через реку. Когда немецкие войска попытались захватить переправу, бойцы бригады в течение двух суток отражали их атаки, удержав её.
Указом Президиума Верховного Совета СССР от 23 сентября 1944 года за «умелое руководство действиями понтонно-мостовой бригады при наведении переправы для танковой армии через Вислу и проявленные при этом личное мужество и героизм» полковник Николай Соколов был удостоен высокого звания Героя Советского Союза с вручением ордена Ленина и медали «Золотая Звезда» за номером 1992.
После окончания войны Соколов продолжил службу в Советской Армии. В 1954 году в звании генерал-майора он был уволен в запас. Проживал в Киеве. Умер 20 декабря 1980 года, похоронен на Лукьяновском военном кладбище Киева.

## Награды
- четыре ордена Красного Знамени (16.9.1943[4], 9.12.1943[5], …, …),
- орден Кутузова 2-й степени,
- два ордена Красной Звезды (1939, 12.11.1943[6]),
- Герой Советского Союза (медаль «Золотая Звезда» № 1992 и орден Ленина; 23.9.1944)[7]
- орден Ленина,
- медали, в том числе:
  - «20 лет РККА»[4][6]
  - «За оборону Ленинграда»[4]
- иностранный орден[3].